# 江陵県
江陵県（こうりょう-けん）は中華人民共和国湖北省荊州市に位置する県。県人民政府のある郝穴鎮は長江に面した港であり、荊州市の中心部（沙市区および荊州区）からは東南（下流）にあたる。

## 歴史
秦代に南郡の郡治が置かれて以来、江陵は中国の政治・軍事史上でも最重要都市の一つであり、三国志にみられるように兵家必争の地であった。
ただし現在の江陵県は、現在も残る江陵古城からは東南に50km離れている。江陵古城は長らく江陵県およびこの地域一帯の中心都市であったが、1990年代に荊州市ができた時に江陵城周辺は荊州区となり、江陵県は江陵城と切り離され、旧江陵県の東部のみを管轄する県となった。現在の江陵県は古くからの江陵県の一部に過ぎず、しかもその伝統的中心地だった江陵城とは関係のない場所にある。

## 行政区画
- 鎮：郝穴鎮、資市鎮、熊河鎮、白馬寺鎮、沙崗鎮、普済鎮
- 郷：馬家寨郷、秦市郷